# میما، توکوشیما
۳۴°۳′ شمالی ۱۳۴°۱۰′ شرقی / ۳۴٫۰۵۰°شمالی ۱۳۴٫۱۶۷°شرقی
میما در استان توکوشیما در کشور ژاپن واقع شده‌است  که دارای جمعیت ۳۳٬۵۲۰ نفر و مساحت ۳۶۷٫۳۸ کیلومتر مربع با تراکم جمعیت ۹۱٫۲  نفر در کیلومترمربع است و در تاریخ ۱ مارس ۲۰۰۵ به عنوان شهر شناخته شد.